# Julius I.
Svatý Julius I. byl papežem mezi lety 337 a 352.

## Život
Po velmi krátké vládě a smrti papeže Marka zůstal papežský stolec z neznámých důvodů po čtyři měsíce uprázdněný. Teprve 6. února 337 byl zvolen novým papežem Julius I.
Papež Julius I. se narodil v Římě a jeho otec se jmenoval Rusticus. Je znám hlavně svou úlohou, kterou sehrál proti další heretické skupině, ariáncům.
Následovníci Eusebia z Nikomédie, který byl v této době patriarchou v Konstantinopoli, obnovili své snahy o sesazení alexandrijského biskupa Athanasia. Na synodu v Antiochii v roce 341 se rozhodli vyslat delegáty k císaři Constantovi a papeži Juliovi. Julius, který byl odpůrcem ariánství a podporoval Athanasia, pozval obě znepřátelené strany na synod, který by za papežova předsednictví o věci rozhodl. Na tuto nabídku však východní biskupové nepřistoupili.
Po tomto, již druhém, vyhnání z Alexandrie se Athanasius uchýlil do Říma a byl synodem svolaným papežem do Říma v roce 342 potvrzen ve funkci biskupa. Na synodu svolaném do Sardicy v Illyrii (dnešní Sofia) následujícího roku byl verdikt potvrzen. Tohoto synodu se účastnilo 76 východních biskupů, kteří synod opustili a obratem se sešli ve Philippopolisu a usnesli se na sesazení papeže Julia, Athanasia a dalších. Západní biskupové odpověděli stejnou klatbou[nepřesný odkaz], a tak vzniklo první schizma mezi Východem a Západem. Tři sta zbývajících západních biskupů pokračovalo v zasedání koncilu v Sardice. Potvrdili výsledky římského synodu a uznali oficiálně římský biskupský stolec za odvolací orgán ve sporech mezi jednotlivými biskupy. To byl jeden z prvních úředních aktů, kterým se de jure uznává primát římského biskupa (papeže) nad ostatními křesťanskými obcemi. Východ toto rozhodnutí však nepřijal. Teprve v roce 347 někteří z ariánských biskupů požádali o znovupřijetí do jednoty s římskou církví.
Po těchto zkušenostech vydal papež nařízení, aby kněží své rozepře předkládali pouze církevnímu soudu. Připisuje se mu též nařízení, aby všechny církevní události byly zaznamenávány zvláštními notáři a uchovávány i s příslušnou dokumentací. Založil tak de facto Archiv svaté stolice. Od jeho doby jsou Vánoce slaveny 25. prosince a patrně za jeho vlády vznikl v Římě u kostela sv. Vavřince za hradbami první ženský klášter.
Papež Julius zemřel 12. dubna 352. Okolnosti jeho smrti nejsou známy, ale brzy jej křesťané začali uznávat jako svatého. Pohřben byl na Kalepodiově hřbitově na Via Aurelia a již roku 354 byl jako světec zařazen do římského kalendáře.
Katolická církev uctívá jeho památku v den jeho úmrtí.